# Control de potència
En electrònica, control de potència, és una selecció intel·ligent de potència transmesa en un sistema de comunicacions, amb l'objectiu d'aconseguir màximes prestacions en el sistema. El terme "màximes prestacions" fa referència a optimitzar paràmetres com per exemple velocitat de transmissió, capacitat del canal, cobertura o vida de la xarxa. El control de potència s'empra en xarxes celulars, xarxes de sensors, xarxes sense fils i mòdems DSL.

## Prestacions
Avantatges d'incrementar la potència de transmissió:
- Major potència implica major relació senyal-soroll i, per tant, menor taxa d'error binari (BER)
- Major immunitat a interferències externes d'altres usuaris.

Desavantatges d'incrementar la potència de transmissió: 
- Major consum d'energia
- Major susceptibilitat a interferències externes d'altres usuaris.

La resposta és implementar un bon algorisme de control de potència